# Robert Young (Regisseur)
Robert William Young (* 16. März 1933 in Cheltenham, England) ist ein britischer Film- und Fernsehregisseur.

## Leben und Werk
Youngs Karriere begann in den 1970er Jahren, als er für die Regie der Filme Circus der Vampire, Soldier’s Home und einer Episode von Hammer House of Horror zuständig war. In den frühen 1980er Jahren führte er Regie in mehreren Episoden von Der Aufpasser und Jim Bergerac ermittelt. Am besten bekannt ist jedoch seine Arbeit an der Serie Robin Hood.
In den frühen 1990er Jahren wandte sich Young dem schwarzen Humor zu und zeichnete vor allem für die Regie von Jeeves and Wooster – Herr und Meister verantwortlich, für die er für einen BAFTA-Award nominiert wurde. Zudem war er ursprünglich für die Regie von Wilde Kreaturen vorgesehen. Aufgrund von Problemen bei der Produktion wurde dann aber Fred Schepisi mit der Fertigstellung des Filmes beauftragt. Young war darüber hinaus auch Regisseur des Filmes Und ewig schleichen die Erben. Seitdem arbeitet er an Fernsehdramen.

## Filmografie (Auswahl)
- 1972: Circus der Vampire (Vampire Circus)
- 1975: Romanze mit einem Kontrabaß (Romance with a Double Bass, Kurzfilm)
- 1976: Wer tobt denn da im Unterhaus? (Keep It Up Downstairs)
- 1977: Soldier’s Home (Kurzfilm)
- 1979: The World Is Full of Married Men
- 1980: Gefrier-Schocker (Hammer House of Horror, Fernsehserie, Episode 1x06)
- 1982–1984: Der Aufpasser (Minder, Fernsehserie, 4 Episoden)
- 1983–1987: Jim Bergerac ermittelt (Bergerac, Fernsehserie, 4 Episoden)
- 1984: Fairly Secret Army (Fernsehserie, 6 Episoden)
- 1984–1986: Robin Hood (Fernsehserie, 6 Episoden)
- 1986: The Worst Witch (Fernsehfilm)
- 1987: Three Wishes for Jamie (Fernsehfilm)
- 1989: One Way Out (Fernsehfilm)
- 1989: Blore M.P. (Fernsehfilm)
- 1989–1990: Blaues Blut (Blue Blood, Fernsehserie, 3 Episoden)
- 1990: Jeeves and Wooster – Herr und Meister (Jeeves and Wooster, Fernsehserie, 5 Episoden)
- 1991: G.B.H. (Miniserie, 7 Episoden)
- 1991: Leben ist der beste Stoff (Alive and Kicking, Fernsehfilm)
- 1992: Undercover – Geiseln des Terrors (Hostage)
- 1993: Und ewig schleichen die Erben (Splitting Heirs)
- 1993: Die Abenteuer des jungen Indiana Jones (The Young Indiana Jones Chronicles, Fernsehserie, Episode 2x20)
- 1994: Doomsday Gun – Die Waffe des Satans (Doomsday Gun, Fernsehfilm)
- 1994: White Goods (Fernsehfilm)
- 1997: Wilde Kreaturen (Fierce Creatures)
- 1997: Jane Eyre (Fernsehfilm)
- 1999: Captain Jack
- 2001: The Infinite Worlds of H. G. Wells (Miniserie, 6 Episoden)
- 2006: Bye, Bye Harry
- 2007: Eichmann
- 2010: Wide Blue Yonder
- 2014: Curse of the Phoenix